# Augustin-Magloire Blanchet
Pour les articles homonymes, voir Blanchet.
Augustin-Magloire Blanchet (né le 22 août 1797 à Saint-Pierre-de-la-Rivière-du-Sud, mort le 25 février 1887 à Vancouver,) est un prêtre canadien. Il a été évêque de Walla Walla de 1846 à 1850 et évêque de Nesqually (aujourd'hui archidiocèse de Seattle) de 1850 à 1879.

## Biographie
Il est le fils de Pierre Blanchet et de Rosalie Blanchet. Il est le frère de François-Norbert Blanchet. Il étudie au Petit Séminaire de Québec puis au Grand Séminaire de Québec,.

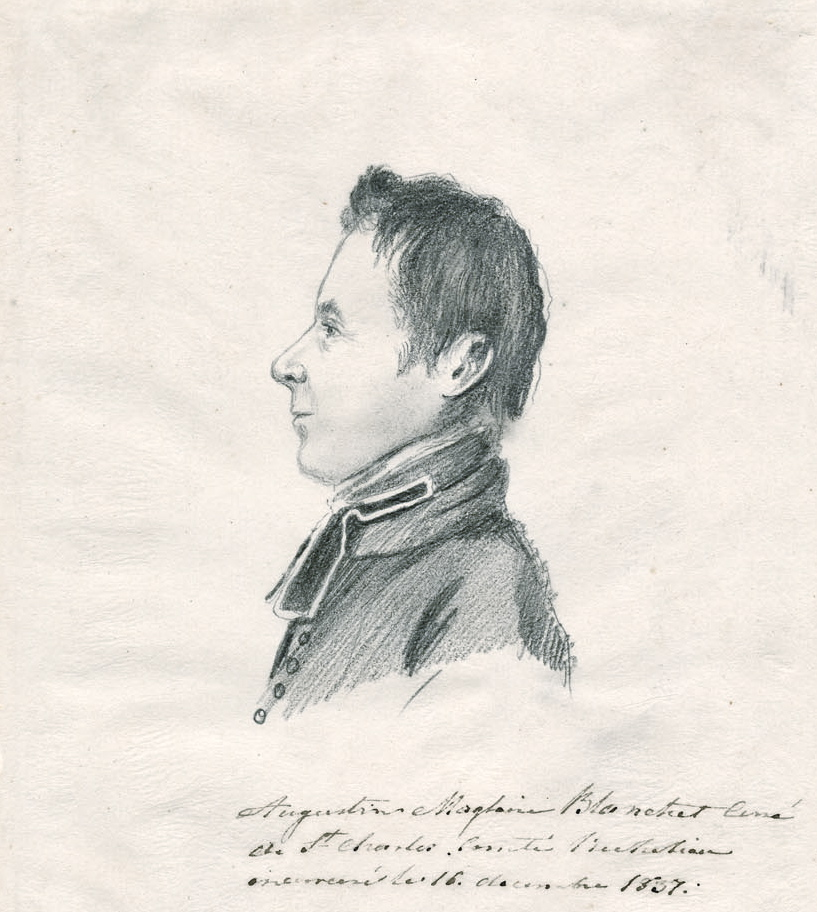
Augustin-Magloire Blanchet. Dessin de 1838.

Il est ordonné prêtre le 3 juin 1821. En 1821 et 1822, il est vicaire à Saint-Gervais. De 1822 à 1826, il est missionnaire à Chéticamp et aux Îles-de-la-Madeleine,. De 1826 à 1828, il est curé de la paroisse de Saint-Luc-sur-le-Richelieu ; de 1828 à 1830, curé de Saint-Pierre-du-Portage ; de 1830 à 1838, curé de Saint-Charles-sur-le-Richelieu. Durant les événements de 1837, les Britanniques l'accusent de ne pas s'être opposé aux Patriotes. Il est accusé de haute trahison et emprisonné à Montréal du 16 décembre 1837 au 31 mars 1838. Il est libéré contre un cautionnement de 1000 £,. De 1838 à 1842, il est curé de Saint-Joseph, aux Cèdres. En 1842, il est à appelé à l'archevêché de Montréal. En 1844, il devient chanoine titulaire.
Le Saint-Siège ayant créé en 1845 les diocèses de Walla Walla, de Fort Hall et de Colville, qui faisaient alors partie de la région de l'Oregon, il est nommé évêque de Walla Walla le 24 juillet 1846 et reçoit la consécration le 27 novembre 1846 dans la cathédrale de Montréal. Il arrive dans son diocèse de Walla Walla le 5 septembre 1847. Il est ainsi le premier évêque de ce qui deviendra plus tard l'État de Washington. En 1850, le Saint-Siège crée le diocèse de Nesqually et y transfère l'évêque Blanchet. Il vient au Canada en 1866, se rendant au concile national de Baltimore avec l'archevêque d'Oregon City. Il prend sa retraite et devient évêque in partibus infidelium (évêque titulaire) d'Ibora (de) le 23 décembre 1879.
Il meurt le 25 février 1887, à Vancouver, dans le Territoire de Washington, aux États-Unis à l'âge de 89 ans.